# 大屋敷 (名古屋市)
大屋敷（おおやしき）は、愛知県名古屋市守山区の地名。丁番を持たない単独町名である。住居表示実施。

## 地理
名古屋市守山区の中央部に位置し、南東に城南町、南に西島町、南西に東山町、その他に西城と接する。

## 歴史

### 町名の由来
大字小幡の字大屋敷に由来する。

### 沿革
- 1990年（平成2年）11月26日 - 守山区大字小幡の一部により、同区大屋敷として成立[1]。

## 世帯数と人口
2019年（平成31年）4月1日現在の世帯数と人口は以下の通りである。
| 町丁   | 世帯数  | 人口  |
| ------ | ------- | ----- |
| 大屋敷 | 239世帯 | 611人 |

### 人口の変遷
国勢調査による人口の推移
| 2000年（平成12年） | 765人 | [ WEB 6 ] |  |
| 2005年（平成17年） | 746人 | [ WEB 7 ] |  |
| 2010年（平成22年） | 668人 | [ WEB 8 ] |  |
| 2015年（平成27年） | 631人 | [ WEB 9 ] |  |

## 学区
市立小・中学校に通う場合、学校等は以下の通りとなる。また、公立高等学校に通う場合の学区は以下の通りとなる。なお、小学校は学校選択制度を導入しておらず、番毎で各学校に指定されている。
| 小学校                                    | 中学校               | 高等学校 |
| ----------------------------------------- | -------------------- | -------- |
| 名古屋市立守山小学校 名古屋市立西城小学校 | 名古屋市立守山中学校 | 尾張学区 |

## 施設
- 名古屋市立守山中学校

1947年（昭和22年）に守山町立守山中学校として創立された学校で、名古屋市編入に伴い名古屋市立守山中学校となっている。
- 浄土院[2]
- 守山幼稚園

浄土院により開設されたもので、もともとは1946年（昭和21年）に守山保育園として発足している。1956年（昭和31年）に至って守山幼稚園に改組された。

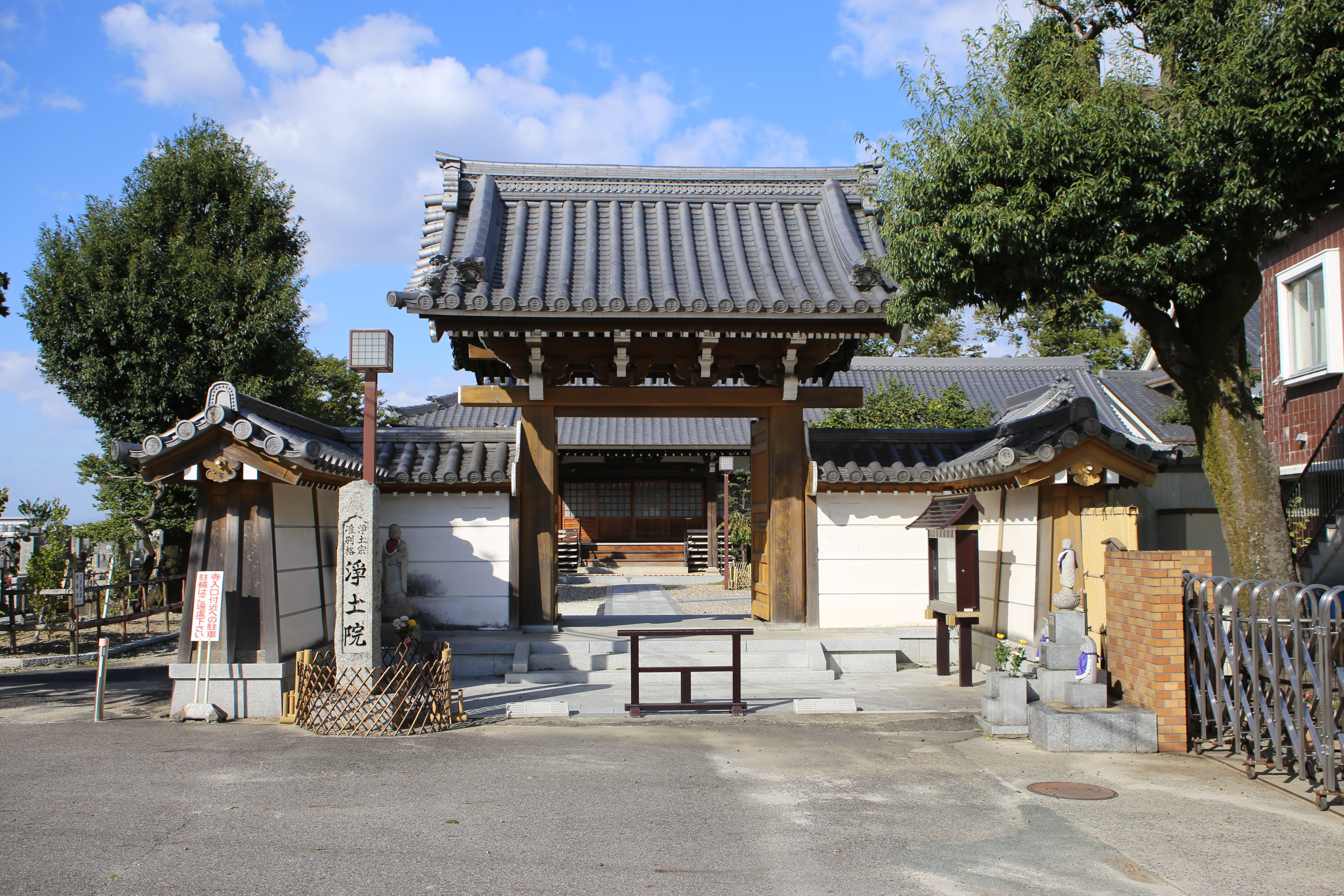
浄土院（2017年10月）
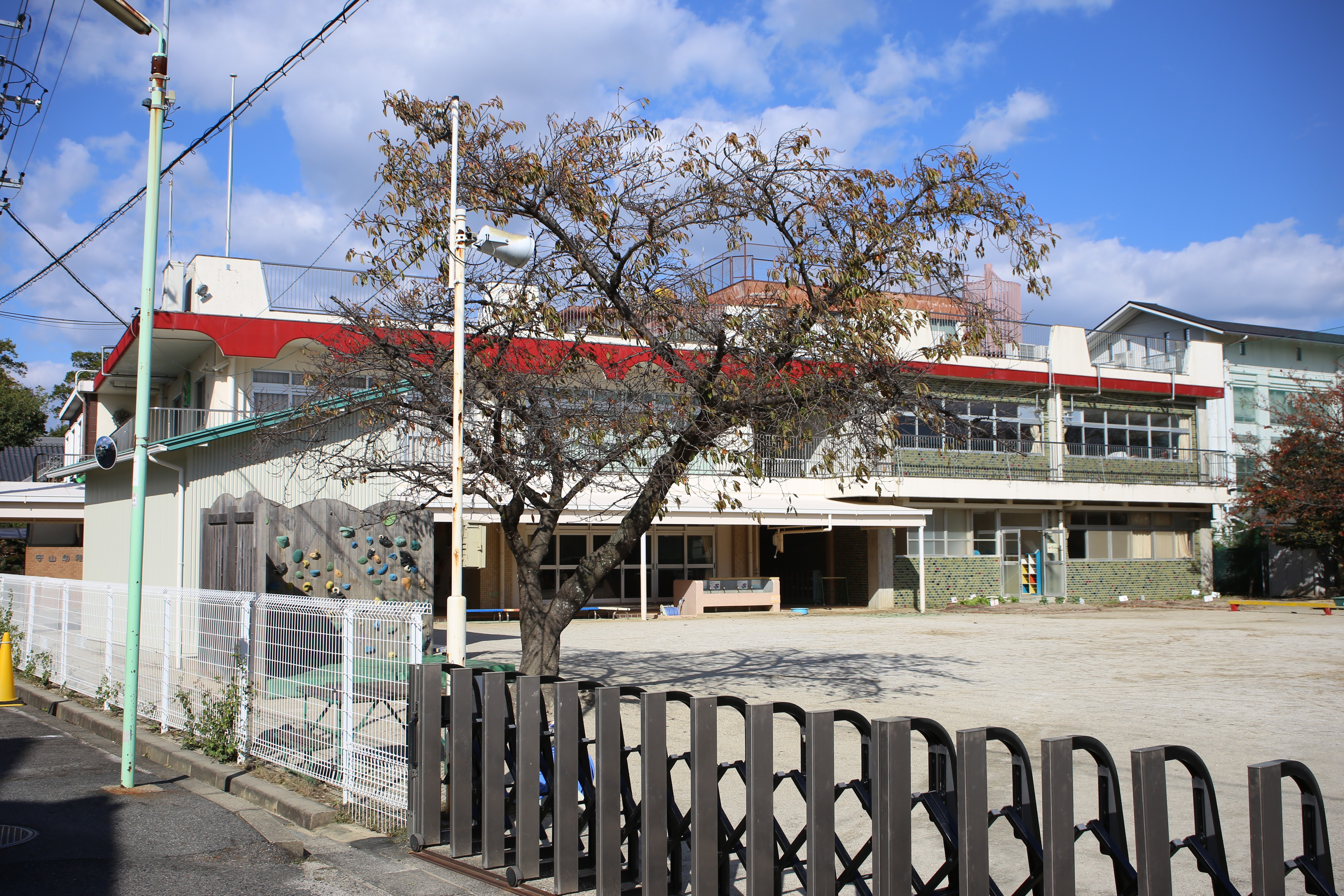
守山幼稚園（2017年10月）

## その他

### 日本郵便
- 郵便番号 : 463-0016[WEB 3]（集配局：守山郵便局[WEB 14]）。

### WEB
1. ↑  “愛知県名古屋市守山区の町丁・字一覧”.   人口統計ラボ. 2017年10月7日閲覧。
2. 1 2  “町・丁目(大字)別、年齢(10歳階級)別公簿人口(全市・区別)”.   名古屋市 (2019年4月22日). 2019年4月23日閲覧。
3. 1 2  “郵便番号”.  日本郵便. 2019年3月17日閲覧。
4. ↑  “市外局番の一覧”.   総務省. 2019年1月6日閲覧。
5. ↑  名古屋市役所市民経済局地域振興部住民課町名表示係 (2015年10月21日). “守山区の町名一覧”.   名古屋市. 2017年10月7日閲覧。
6. ↑  名古屋市役所総務局企画部統計課統計係 (2005年7月1日). “（刊行物）名古屋の町(大字)・丁目別人口 (平成12年国勢調査) 守山区” (XLS). 2017年10月8日閲覧。
7. ↑  名古屋市役所総務局企画部統計課統計係 (2007年6月29日). “平成17年国勢調査　名古屋の町(大字)別・年齢別人口 守山区” (XLS). 2017年10月8日閲覧。
8. ↑  名古屋市役所総務局企画部統計課統計係 (2012年6月29日). “平成22年国勢調査　名古屋の町(大字)別・年齢別人口 守山区” (XLS). 2017年10月8日閲覧。
9. ↑  名古屋市役所総務局企画部統計課統計係 (2017年7月7日). “平成27年国勢調査　名古屋の町(大字)別・年齢別人口” (XLS). 2017年10月8日閲覧。
10. ↑  “市立小・中学校の通学区域一覧”.   名古屋市 (2018年11月10日). 2019年1月14日閲覧。
11. ↑  “平成29年度以降の愛知県公立高等学校（全日制課程）入学者選抜における通学区域並びに群及びグループ分け案について”.   愛知県教育委員会 (2015年2月16日). 2019年1月14日閲覧。
12. ↑  名古屋市立守山中学校. “学校の沿革”. 2019年5月8日閲覧。
13. 1 2  “愛知県の私立幼稚園 守山幼稚園”.   愛知県私立幼稚園連盟. 2019年5月8日閲覧。
14. ↑  “郵便番号簿 2018年度版” (PDF).   日本郵便. 2019年5月8日閲覧。

### 書籍
1. 1 2  名古屋市計画局 1992, p. 859.
2. 1 2  名古屋市計画局 1992, p. 604.